# 1925年の音楽
1925年の音楽（1925ねんのおんがく）では、1925年（大正14年）の世界の音楽分野の動向についてまとめる。
1924年の音楽 - 1925年の音楽 - 1926年の音楽

## 概要
- 1月1日 - スウェーデンのガストン・ボルヒが、同国のラジオ初日の放送でオーケストラ演奏をおこなった[1]。
- 2月26日 - ビクタートーキングマシンによる初めての商用電気録音が行われた。
- 3月21日 - モーリス・ラヴェル「子供と魔法」がモンテカルロ歌劇場で初演。
- 6月6日 - セルゲイ・プロコフィエフ「交響曲第2番」がパリで初演。
- 11月28日 - カントリーミュージックのラジオ番組「グランド・オール・オプリ」が放送開始。2023年現在も継続中。
- 12月11日 - カール・ニールセン「交響曲第6番」がコペンハーゲンで初演。
- 12月14日 - アルバン・ベルク「ヴォツェック」がベルリン国立歌劇場で初演。

日付不明
- ジョゼフ・カントルーブがウージェル賞を獲得、文化団体「ラ・ブレ」をパリで設立。
- ブラインド・レモン・ジェファーソンが初のレコーディング。
- ルイ・アームストロングが初の自身名義のレコードを作成。

## 世界の出版楽曲
- 「朝7時に湯治場で二流のオーケストラによって初見で演奏された「さまよえるオランダ人」序曲」（パウル・ヒンデミット）
- 「イ調のセレナーデ」（イーゴリ・ストラヴィンスキー）
- 「ヴァイオリン協奏曲」（レイフ・ヴォーン・ウィリアムズ）
- 「オールウェイズ」（アーヴィング・バーリン）
- 「管弦楽のための協奏曲」（パウル・ヒンデミット）
- 「交響曲」（ジークフリート・ワーグナー）
- 「交響曲第1番」（ドミートリイ・ショスタコーヴィチ）
- 「交響曲第2番」（セルゲイ・プロコフィエフ）
- 「室内協奏曲」（アルバン・ベルク）
- 「ジャワ組曲」（レオポルド・ゴドフスキー）
- 「小管弦楽のための組曲」（イーゴリ・ストラヴィンスキー）
- 「スクイーズ・ミー」（ファッツ・ウォーラー）
- 「すてきな気持ち」（ジョージ・ガーシュウィン、アイラ・ガーシュウィン）
- 「聖なる市民」（レイフ・ヴォーン・ウィリアムズ）
- 「ダイナ」（サム・M・ルイスほか）
- 「野の花」（レイフ・ヴォーン・ウィリアムズ）
- 「パリのカナロ」（アレハンドロ・スカルピーノ）
- 「ピアノ協奏曲第1番」（ボフスラフ・マルティヌー）
- 「ピアノ協奏曲」（ジョージ・ガーシュウィン）
- 「二人でお茶を」（ヴィンセント・ユーマンス）
- 「3つの幻想的な舞曲」（ドミートリイ・ショスタコーヴィチ）
- 「私の両眼を閉じてください」（アルバン・ベルク）

## 日本の出版楽曲
- 「あめふり」（北原白秋、中山晋平）
- 「雨降りお月さん」（野口雨情、中山晋平）
- 「からたちの花」（北原白秋、山田耕筰）
- 「証城寺の狸囃子」（野口雨情、中山晋平）
- 「白陵歌」

## 結成
- アルメニア・フィルハーモニー管弦楽団
- アンドリューズ・シスターズ
- オルケスタ・ティピカ・ヴィクトル
- スウェーデン放送合唱団
- 諏訪交響楽団
- DR放送交響楽団
- 東京リーダー・ターフェル・フェライン
- マルメ交響楽団

## 誕生
- 1月1日 - 大泉滉（俳優・声優、+1998年・73歳没）
- 1月8日 - 青山三郎（ピアニスト、+2008年・83歳没）
- 1月9日 - 三条町子（歌手、+2022年・97歳没）[2]
- 1月13日 - グウェン・ヴァードン（女優・歌手、+2000年・75歳没）
- 2月2日 - 大橋節夫（歌手・ギタリスト、+2006年・81歳没）
- 2月7日 - マリユス・コンスタン（指揮者、+2004年・79歳没）
- 2月12日 - レフ・ナウモフ（ピアニスト、+2005年・80歳没）
- 2月15日 - 檜山さくら（俗曲師、+2007年・82歳没）
- 2月16日 - 福田一郎（音楽評論家、+2003年・78歳没）
- 2月17日 - ロン・グッドウィン（作曲家、+2003年・77歳没）
- 2月21日 - 笈田敏夫（ジャズ歌手、+2003年・78歳没）
- 2月25日 - ココロ（盲目ミュージシャン、+2009年・82歳没）
- 3月4日 - ポール・モーリア（指揮者、+2006年・81歳没）
- 3月5日 - 小川寛興（作曲家、+2017年・92歳没）
- 3月18日 - 松井由利夫（作詞家、+2009年・83歳没）
- 3月18日 - ジャン＝クリストフ・ブノワ（バリトン歌手、+2019年・93歳没）
- 3月26日 - ピエール・ブーレーズ（指揮者、+2016年・90歳没）
- 4月1日 - 山里勇吉（民謡歌手、+2018年・92歳没）
- 4月14日 - ジーン・アモンズ（ジャズサクソフォーン奏者、+1974年・49歳没）
- 4月26日 - ウィルマ・リップ（ソプラノ歌手、+2019年・93歳没）
- 4月29日 - 大木伸夫（演歌歌手、+2013年・88歳没）
- 4月30日 - ジョニー・ホートン（歌手、+1960年・35歳没）
- 5月14日 - ボリス・パルサダニアン（作曲家、+1997年・72歳没）
- 5月15日 - アンドレイ・エシュパイ（作曲家、+2015年・90歳没）
- 5月22日 - ジェームズ・キング（声楽家、+2005年）
- 5月22日 - 山本丈晴（作曲家・ギタリスト、+2011年・86歳没）
- 5月25日 - アルド・クレメンティ（作曲家、+2011年・85歳没）
- 5月28日 - ディートリヒ・フィッシャー＝ディースカウ（バリトン歌手・指揮者、+2012年・86歳没）
- 6月10日 - ナット・ヘントフ（ジャズ評論家・ジャーナリスト・小説家、+2017年・91歳没）
- 6月18日 - ジョニー・ピアソン（ピアニスト、+2011年・85歳没）
- 6月23日 - サヒブ・シハブ（ジャズミュージシャン、+1989年・64歳没）
- 6月25日 - クリフトン・シェニエ（ミュージシャン、+1987年・62歳没）
- 6月27日 - ドク・ポーマス（ブルース歌手、+1991年・65歳没）
- 7月4日 - キャシー・バーベリアン（声楽家、+1983年・57歳没）
- 7月6日 - ビル・ヘイリー（ミュージシャン、ビル・ヘイリー&コメッツ、+1981年・55歳没）
- 7月11日 - ニコライ・ゲッダ（オペラ歌手、+2017年・91歳没）
- 7月12日 - 芥川也寸志（指揮者、+1989年・63歳没）
- 7月17日 - ジミー・スコット（歌手、+2014年・88歳没）
- 7月21日 - 藤沢嵐子（タンゴ歌手、+2013年・88歳没）
- 7月28日 - アンドレ・ブクレシュリエフ（作曲家、+1997年・72歳没）
- 7月29日 - ミキス・テオドラキス（作曲家、+2021年・96歳没）
- 7月30日 - アントワーヌ・デュアメル（作曲家・音楽学者、+2014年・89歳没）
- 7月31日 - ヘルベルト・バウマン（指揮者、+2020年・94歳没）
- 8月3日 - ドン・ウン・ロマン（ジャズドラマー、+2005年・79歳没）
- 8月7日 - フェリス・ブライアント（作曲家、ブライアント夫妻、+2003年）
- 8月7日 - フリアン・オルボーン（作曲家、+1991年）
- 8月15日 - オスカー・ピーターソン（ピアニスト、+2007年・82歳没）
- 8月15日 - アルド・チッコリーニ（ピアニスト、+2015年・89歳没）
- 8月16日 - マル・ウォルドロン（ジャズピアニスト、+2002年・77歳没）
- 8月19日 - 渡辺宙明（作曲家、+2022年・96歳没）[3]
- 8月30日 - ブルース・プリンス＝ジョゼフ（オルガニスト、+2015年・89歳没）
- 8月31日 - ピエロ・デ・パルマ（テノール歌手、+2013年・87歳没）
- 9月1日 - アート・ペッパー（ジャズサクソフォーン奏者、+1982年・56歳没
- 9月6日 - ジミー・リード（歌手、+1976年・50歳没）
- 9月8日 - ピーター・セラーズ（コメディアン、+1980年・54歳没）
- 9月10日 - ボリス・チャイコフスキー（作曲家、+1996年・70歳没）
- 9月13日 - メル・トーメ（ジャズ歌手、+1999年・73歳没）
- 9月15日 - 阿部保夫（ギタリスト、+1999年・74歳没）
- 9月16日 - B.B.キング（ギタリスト・歌手、+2015年・89歳没）
- 9月22日 - ラッセル・ソロモン（タワーレコード創業者、+2018年・92歳没）
- 9月30日 - 星野哲郎（作詞家、+2010年・85歳没）
- 10月3日 - ジョージ・ウェイン（ジャズプロモーター、+2021年・95歳没）
- 10月15日 - ミッキー・ベイカー（ギタリスト、+2012年・87歳没）
- 10月18日 - 阪田寛夫（詩人・小説家・作詞家、+2005年・79歳没））
- 10月20日 - トム・ダウド（音楽プロデューサー・エンジニア、2002+年・77歳没）
- 10月21日 - ヴィルジニア・ゼアーニ（ソプラノ歌手、+2023年・97歳没）
- 10月24日 - ルチアーノ・ベリオ（作曲家、+2003年・77歳没）
- 10月29日 - ズート・シムズ（ジャズサクソフォーン奏者、+1985年・59歳没）
- 10月29日 - 村方千之（指揮者、+2014年・89歳没）
- 11月7日 - ユリアン・シトコヴェツキー（ヴァイオリニスト、+1958年・32歳没）
- 11月11日 - ガンサー・シュラー（作曲家、+2015年・89歳没）
- 11月17日 - チャールズ・マッケラス（指揮者、+2010年・84歳没）
- 11月20日 - ジューン・クリスティ（ジャズ歌手、+1990年・64歳没）
- 11月26日 - ユージン・イストミン（ピアニスト、+2003年・77歳没）
- 12月1日 - ダフネ・オラム（作曲家、+2003年・77歳没）
- 12月4日 - 寺岡真三（作曲家、+2007年・81歳没）
- 12月8日 - サミー・デイヴィスJr.（歌手・俳優、+1990年・64歳没）
- 12月16日 - 木下航二（作曲家、+1999年）
- 12月19日 - ロバート・シャーマン（作曲家、+2012年・86歳没）
- 12月31日 - ヤープ・シュレーダー（ヴァイオリニスト、+2019年・94歳没）

- 月日不明 - アブド・アブデル・アル（ヴァイオリニスト、+2009年）
- 月日不明 - 音羽たかし（作詞家、+2009年・84歳没）
- 月日不明 - 北原篁山（尺八奏者、+2015年・90歳没）
- 月日不明 - 藤江英輔（作曲家、+2015年・90歳没）
- 月日不明 - 御木本澄子（ピアニスト、+2021年・95歳没）

## 死去
- 1月6日 - フェルディナント・レーヴェ（指揮者、*1865年）
- 2月20日 - マルコ・エンリコ・ボッシ（オルガニスト、*1861年）
- 3月4日 - モーリッツ・モシュコフスキ（作曲家、*1854年）
- 3月12日 - アルトゥール・ナポレアン・ドス・サントス（ピアニスト、*1843年）
- 4月20日 - 久野久（ピアニスト、*1885年）
- 4月22日 - アンドレ・カプレ（作曲家、*1878年）
- 6月23日 - ハンス・ヴィンデルシュテイン（指揮者、*1856年）
- 7月1日 - エリック・サティ（作曲家、*1866年）
- 8月11日 - セオドア・スピアリング（ヴァイオリニスト・指揮者、*1871年）
- 9月16日 - レオ・ファル（作曲家・楽長、*1873年）
- 12月9日 - ウジェーヌ・ジグー（オルガニスト、*1844年）